# لئون فلمو
لئون فلمو (فرانسوی: Léon Flament‎؛ زادهٔ ۲۶ مهٔ ۱۹۰۶ - درگذشته نامشخص) قایقران روئینگ اهل بلژیک بود.